# Jorge Garcia (ator)
Jorge Garcia (Omaha, 28 de abril de 1973) é um ator norte-americano, conhecido mundialmente pelo personagem Hugo "Hurley" Reyes, do seriado de TV Lost.

## Biografia
Jorge Garcia nasceu nos Estados Unidos, em Omaha, Nebraska. Sua mãe, Dora Mesa, é uma professora nascida em Cuba, e seu pai, Humberto Garcia, um médico nascido no Chile. Ele cresceu em San Juan Capistrano, Califórnia. Ele praticou wrestling na escola, onde recebeu o apelido de "Baby-Faced Killer". Garcia se formou na Universidade da Califórnia em Los Angeles (UCLA) em 1995 como Especialista em Estudos da Comunicação. Ele também estudou atuação na escola de teatro Beverly Hills Playhouse.

## Filmografia

### Cinema
| Ano  | Filme                       | Papel          | Notas |
| ---- | --------------------------- | -------------- | ----- |
| 1997 | Raven's Ridge               | Monty          |       |
| 1999 | Tomorrow by Midnight        | Jay            |       |
| 2000 | King of the Open Mics       | Meatloag       |       |
| 2002 | The Slow and the Cautious   | Teddy          |       |
| 2003 | Tales from the Crapper      | Racoon Head    |       |
| 2004 | Our Time Is Up              | Jardineiro     |       |
| 2005 | The Good Humor Man          | Mt. Rushmore   |       |
| 2005 | Little Athens               | Pedro          |       |
| 2006 | Deck the Halls              | Wallace        |       |
| 2007 | Sweetzer                    | Sergio         |       |
| 2011 | Matktub                     | Carlos         |       |
| 2014 | Cooties                     | Rick           |       |
| 2015 | The Wedding Ringer          | Lurch / Garvey |       |
| 2015 | The Ridiculous 6            | Herm           |       |
| 2016 | Get a Job                   | Fernando       |       |
| 2016 | Rock Dog                    | Germur         |       |
| 2017 | The Healer                  | Padre Malloy   |       |
| 2020 | The Wrong Missy             | Cara no avião  |       |
| 2020 | Ninguém Sabe Que Estou Aqui | Memo Garrido   |       |

### Televisão
| Ano        | Título                         | Papel                  | Notas |
| ---------- | ------------------------------ | ---------------------- | --- |
| 2000       | The Wild Thornberrys           | Ricardo (voz)          | Episódio: "Spirited Away" |
| 2001       | Spin City                      | Motorista de táxi      | Episódio: The Arrival |
| 2003       | Old School                     | Jorge                  | Filme de TV |
| 2003       | Columbo                        | Julius                 | Episódio: Columbo Likes the Nightlife |
| 2003       | Rock Me, Baby                  | Vizzy                  | Episódio: Would I Lie to You? |
| 2003–2004  | Becker                         | Hector Lopez           | 13 Episódios |
| 2004       | Curb Your Enthusiasm           | Traficante             | Episódio: The Car Pool Lane |
| 2005       | Higglytown Heroes              | Dog Trainer Hero (voz) | Episódio: Me e My Shadow/Out to Sea |
| 2004–2010  | Lost                           | Hugo "Hurley" Reyes    | 108 Episódios ALMA Award de Melhor Ator Coadjuvante em Série de Televisão (2006) ALMA Award de Melhor Ator Coadjuvante em Série de Televisão Drama (2008) Screen Actors Guild Award para "Performance de Elenco em Série Dramática" (2006) (compartilhado com o elenco) Nomeado — ALMA Award Ator de Coadjuvante - Filme Série de TV, Minissérie ou Televisão (2007) Nomeado — Imagen Award Melhor Ator Coadjuvante - Televisão (2007) Nomeado — Imagen Award Melhor Ator Coadjuvante - Televisão (2008) Nomeado — Imagen Award de Melhor Ator - Televisão Nomeado — Scream Award de Melhor Elenco (2009) Nomeado — Teen Choice Award para Choice TV Sidekick (2005) Nomeado — Teen Choice Award para Choice TV Breakout Performance - Male (2005) Nomeado — Teen Choice Award para Choice TV Sidekick (2006) Nomeado — Teen Choice Award para Choice TV Sidekick (2007) |
| 2010, 2014 | How I Met Your Mother          | Steve (The Blitz)      | Episódio: Blitzgiving e Gary Blauman |
| 2011       | Mr. Sunshine                   | Bob Bobinson Bobert    | 3 Episódios: Pilot, Hostile Workplace e The Assistant |
| 2011       | Fringe                         | Kevin                  | Episódio: Os |
| 2012       | Alcatraz                       | Dr. Diego Soto         | 13 Episódios |
| 2012       | Phineas and Ferb               | Rodrigo (voz)          | Episódio: Minor Monogram |
| 2012-2013  | Once Upon a Time               | Anton, o gigante       | 3 Episódios: Tallahassee, Tiny e Lacey |
| 2013       | The Ordained                   | Carlos                 | Telefilme |
| 2013       | Californication                | Traficante             | 2 episódios: "Rock and a Hard Place" e "Mad Dogs and Englishmen" |
| 2013       | Maggie                         | Gaspar                 | 2 episódios: "Gaspar, the Friendly A.D.S.A." e "Gaspar, the Ambiguous" |
| 2013       | iSteve                         | Steve Wozniak          | Filme na internet |
| 2013–2020  | Hawaii Five-0                  | Jerry Ortega           | Recorrente (quarta temporada); Elenco principal (quinta temporada - presente) |
| 2014       | Food Truck                     | Kyle                   | Telefilme |
| 2016       | BoJack Horseman                | Ele mesmo (voz)        | Episódio: "The BoJack Horseman Show" |
| 2017       | Tim and Eric's Bedtime Stories | Bryan                  | Episódio: "The Duke" |